# Ánápánaszati-szutta
Az Ánápánaszati-szutta (páli) vagy Ánápánaszmriti-szútra (szanszkrit), "A lélegzés tudatosságáról szóló tanítóbeszéd", a Páli Kánon kanonikus szövegei közé tartozó szutták gyűjteményéből, a Maddzshima-nikája 118. szuttája, amelyben a történelmi buddha a légzés tudatosságát (anapana) használja a megfelelő összpontosítás gyakorlására.
A szuttában szereplő gyakorlat 16 lépcsős, amelyek négy további csoportra vannak osztva, és ezt nevezik a négy szattipatthánának (a tudatosság négy helye). Az amerikai szerzetes és tudós Thánisszaró Bhikkhu szerint ez a szutta az egész Páli Kánon legrészletesebb meditációs útmutatója.

## Különböző változatok

### A théraváda Páli Kánon
A théraváda változatban az Ánápánaszati-szutta tizenhat lépést tartalmaz a tudat és a test megnyugtatására.  A Páli Kánonban (Tipitaka) ez a második kötetcsoport, a Szutta-pitaka, második kötetének a Maddzshima-nikájának a 118. szövege, ezért leggyakrabban úgy rövidítik, hogy MN 118.

### Összefoglalás

#### A gyakorlásból származó előnyök
A Buddha kifejti, hogy a légzés tudatosságának gyakorlása és kifejleszétse rendkívüli előnyökkel jár. Ez teljessé teszi a tudatosság négyes megalapozását (szatipatthána). Ezek kifejlesztése és művelése elvezet a megvilágosodás hét tényezőjéhez (boddzshanga). Ezek kifejlesztése és alapos begyakorlása "tudáshoz és felszabaduláshoz" (Bhikkhu Sujato), "igaz tudáshoz és megszabaduláshoz" (Bhikkhu Bodhi), vagy "tiszta látáshoz és felszabaduláshoz" (Nanamoli) vezet.

#### A tudatosság megalapozása
A légzés tudatosságának kifejlesztéséhez és kiműveléséhez a szerzetes elmegy a vadonba vagy egy erdőbe, egy fa tövéhez, vagy esetleg egy üres kunyhóba, leül keresztbe tett lábakkal és egyenes háttal és megalapozza a tudatosságát (parimukham), és tudatosan lélegzik be és ki.

#### A négyszer négyes felosztás
Az Ánápánaszati-szutta ezután leírja a légzés figyelését, amit különböző tapasztalásokkal és gyakorlatokkal kapcsolja össze. A négy szatipatthána osztályozása után ezek a tapasztalások és gyakorlatok négy csoporton belül, összesen 16 instrukciós tárgyra bomlik fel. Ez a 16 lépés a legszélesebb körben tanított meditációs instrukció a korai buddhista szövegekben. Ezek megtalálhatók különféle páli szuttákban (pl. Ánanada-szutta), nem csak az Ánápánaszati-szuttában. Az ágamák apróbb különbségekkel egyéb kínai fordításaiban is szerepelnek (például a Szamjukta-ágama Ánanda-szuttájának hasonló változatában, SA 8.10), illetve más hagyományok vinajáiban is. Úgy mint:
1. Első négyes: a test (kája) fölötti szemlélődés
  1. Hosszan belélegezvén tudja, (padzsanati) hosszan lélegzem be,
 Röviden belélegezvén tudja, röviden lélegzem be,
  2. hosszan kilélegezvén tudja, hosszan lélegzem ki.
röviden kilélegezvén tudja, röviden lélegzem ki.[note 4]
  3. A teljes testet tapasztalva lélegzem be, így gyakorol, (szabbakája).[note 5]
‘kilélegezvén, tapasztalom a teljes testet’
  4. A testi képző erőket elnyugtatva, lélegzem be, így gyakorol,
 a testi képző erőket elnyugtatva lélegzem ki, így gyakorol.(kája-szankhára)
2. Második négyes: az érzések (védana) fölötti szemlélődés
  1. Örömöt tapasztalva lélegzem be, így gyakorol,(píti)
örömöt tapasztalva lélegzem ki, így gyakorol.
  2. Boldogságot tapasztalva lélegzem be, így gyakorol, (szukha).
 boldogságot tapasztalva lélegzem ki, így gyakorol.
  3. A tudati képző erőket tapasztalva lélegzem be, így gyakorol, (csitta-szankhára)
a tudati képző erőket tapasztalva lélegzem ki, így gyakorol.
  4. A tudati képző erőket elnyugtatva lélegzem be, így gyakorol,
a tudati képző erőket elnyugtatva lélegzem ki, így gyakorol.
3. Harmadik négyes: a tudat (csitta) fölötti szemlélődés
  1. A tudatot tapasztalva lélegzem be, így gyakorol,
a tudatot tapasztalva lélegzem ki, így gyakorol.
  2. A tudatot felvidítva lélegzem be, így gyakorol,
a tudatot felvidítva lélegzem ki, így gyakorol.
  3. A tudatot összpontosítva (szamádhi) lélegzem be, így gyakorol,
a tudatot összpontosítva lélegzem ki, így gyakorol. 
  4. A tudatot megszabadítva lélegzem be, így gyakorol,
a tudatot megszabadítva lélegzem ki, így gyakorol.
4. Negyedik négyes: a tudati tartamok (dhamma)  fölötti szemlélődés
  1. A mulandóság (aniccsa) fölött szemlélődve lélegzem be, így gyakorol,
a mulandóság fölött szemlélődve lélegzem ki, így gyakorol.
  2. Az elenyészés fölött szemlélődve lélegzem be, így gyakorol,
az elenyészés fölött szemlélődve lélegzem ki, így gyakorol.
  3. A megszűnés (niródha) fölött szemlélődve lélegzem be, így gyakorol, 
a megszűnés fölött szemlélődve lélegzem ki, így gyakorol.
  4. Az eloldódás fölött szemlélődve lélegzem be, így gyakorol,
az eloldódás fölött szemlélődve lélegzem ki, így gyakorol.

#### A hét megvilágosodási tényező
Ezután a szöveg elmagyarázza, hogy hogyan függ össze a négy négyes a szatipatthánákkal, majd pedig azt, hogy hogyan segít megvalósítani a négy szatipatthánán való elmélyedés által a hét megvilágosodási tényező, amely elvezet a tiszta tudáshoz és a megszabaduláshoz.

### A kelet-ázsiai buddhizmusban
Az Ánápánaszmriti-szútra- ahogyan a szanszkrit nyelvű, korai buddhista iskolákban is használták - különböző formában létezik. Megtalálható a kínai buddhista kánon Ekottara-ágama című kötetében. Ebben a változatban említésre kerül a négy dhjána, az elmúlt életekre való visszaemlékezés, és a különleges látói képesség is. A szútra legkorábbi ismert fordítása önálló szövegként a 2. századi An Si-kao nevéhez fűződik. Ez nem része a szarvásztiváda madhjama ágamának, hanem egy különálló szöveg. A tizenhat lépcsős tanítás a Madhjama és a Szamjukta-ágamák egyéb részein szerepel. Ezek a következők: SA 815, SA 803, SA 810–812. Ezeket Thich Nhat Hanh fordította le angol nyelvre.

## Vonatkozó kanonikus szövegek
A légzés tudatossága általánosságban véve, illetve főleg a ennek a szövegnek a lényegi tanítása, rengeteg helyen fellelhető a  Páli Kánonban, a helyes magaviseletről szóló kötetgyűjteményben is (azaz a Vinaja-pitaka vonatkozo részeiben -  Paradzsika) illetve az összes szuttában (Szutta-pitaka) találhatók megértés segítő metaforák, magyarázó instrukciók és a szövegkörnyezettel kapcsolatos információk. Ezektől hemzsegnek a kínai ágamák is.

### A páli szuttákban található főbb instrukciók
Az Ánápánaszati-szuttán kívül a következő kanonikus szövegekben találhatók meg a fentebb említett fontos magyarázatok:
- Mahā-rāhulovāda Sutta, A Ráhulának szóló nagyobbik tanítóbeszéd (MN 62);[17]
- a Szamjutta-nikája 54. csoportja (Anapana-samyutta) közül 16 szöveg: SN 54.1, SN 54.3–SN 54.16, SN 54.20;[18]
- Tanítóbeszéd Girimanandának (Girimananda-szutta, AN 10.60); és,[19]
- a Khuddaka-nikájában található Patiszambhidá-magga légzésről szóló része, az Anapanakatha.[20]

A fentebb beazonosított első négyes (a test tudatossága) szintén megtalálható a következő szövegekben:
- Mahā-satipaṭṭhāna Sutta, Az éberség alapzatairól, DN 22)[21] illetve , Satipaṭṭhāna Sutta, Az éberség megalapozásáról szóló tanítóbeszéd MN 10),[22] a testen való szemlélődés részei; illetve,
- Kāyagatāsati Sutta, A testet átható éberségről szóló tanítóbeszéd MN 119), ahogyan az első test-központú elmélyedés is szólt.[23]

## Kommentárok és egyéb értelmezések

### Hagyományos kommentárok

#### Páli nyelvű kommentárok
A hagyományos páli irodalomban, ennek a szövegnek az 5. századi kommentárja (atthakatha) két műben szerepel. Mindkettőt Buddhagószának tulajdonítják:
- a Viszuddhimagga a négy négyes csoporthoz ad magyarázatot, az légzés tudatosságát használó elmélyedésre helyezve a legnagyobb hangsúlyt (ánápánaszati-szamádhi).[24] Az ánápánaszati szamádhi felőli megközelítéséhez Buddhagósza az SN 54.9, illetve a Vin. iii, 70. szövegeit használja forrásként.
- the Papanycsaszúdaní szöveg többi részeit magyarázza.[25]

Az ennél a szövegnél is korábbi Vimuttimagga az Ánápánaszatihoz is nyújt kommentárt, ahogy a későbbi kanonikus páli szöveg, a Paṭiszambhidámagga (kb. i. e. 2. sz.).
Ugyanígy, a Viszuddhimagga magyarázószövege, a Paramatthamañjusā további kommentárokkal szolgál Buddhagósza szövegeit illetően.  ↑ Nanamoli1999 783 

#### Szanszkrit nyelvű kommentárok
A Jógácsárabhúmi-sásztra Śrāvakabhūmi című fejezete, illetve Vaszubandhu Abhidharmakośa című műve tartalmaznak az Ánápánasmriti-szútrához hasonló elemeket.

#### Kínai nyelvű kommentárok
Az An Si-kao, kínai buddhista szerzetes által lefordított Ánápánasmriti-szútra kínai változata (148-170, An-pan sou-ji csing, 安般守意經) szolgált alapanyagul a tanítványai számára, akik sok kommentárt írtak ehhez a szöveghez. Az egyik ilyen fennmaradt mű a Da an-pan sou-ji csing (佛說大安般守意經, Taishō Tripitaka No.602), amely maga a szútra fordítását is tartalmazza, illetve az eredeti szövegbe beleágyazott kommentárokat is.

### Modern értelmezések
Ajahn Sujato szerint az ánápánaszati legvégső célja a tudatosság (szatipatthána) négy megalapozásának a megértése és belátása, a hét megvilágosodási tényező (Bojjhangas), és végül a nirvána elérése.
A különböző hagyományok (például Srí Lankán Viszuddhimagga követői, vagy a thai erdei szerzetesek) a szutta bizonyos aspektusait eltérő módon értelmezik. Az alábbiakban az ilyen különbözőségek szerepelnek:
- A 16 instrukciót egymás után sorban vagy mindegyiket vissza-visszatérően[28] [29] [30] kell-e folytatni?
- El kell-e először érni az első dhjána szintet mielőtt a második négyesbe belekezdhetne a gyakorló, vagy megvalósítás nélkül is gyakorolhatja a többi négyest?[31]
- Az előkészítő gyakorlatokban a "parimukham" jelentése: a száj körül[32], a mellkas tájékán (ahogyan ezt a szót a vinajában használják), vagy egyszerűen "maga előtt megalapozza a tudatosságot"[33]?
- Az első négyes harmadik instrukciójában a "szabbakája" jelentése: az egész "légző test" (ahogyan a szutta maga is írja[note 6], ahogyan azt a  Patiszambhidamagga [34], a Viszuddhimagga [1991, pp. 266–267], [35], [36], és [37])  is támogatja, avagy az egész "hús-vér test"[38][39][40][41]), és az a kommentár, amely elmagyarázza, hogy a test a testek közül a szél elemre vonatkozik, vagy máshogyan viszonyulni a testhez?

### Internetes források
- Thánisszaró Bhikkhu (ford.) (1995). Ananda Sutta: To Ananda (On Mindfulness of Breathing) (SN 54.13) "Access to Insight" at http://www.accesstoinsight.org/tipitaka/sn/sn54/sn54.013.than.html.
- Thanissaro Bhikkhu (ford.) (1997). Kayagata-sati Sutta: Mindfulness Immersed in the Body (MN 119) "Access to Insight" at http://www.accesstoinsight.org/tipitaka/mn/mn.119.than.html.
- Thanissaro Bhikkhu (ford.) (2000). Maha-satipatthana Sutta: The Great Frames of Reference (DN 22) "Access to Insight" at http://www.accesstoinsight.org/tipitaka/dn/dn.22.0.than.html.
- Thanissaro, Bhikkhu (2006a), Anapanasati Sutta: Mindfulness of Breathing (MN 118), <http://www.accesstoinsight.org/tipitaka/mn/mn.118.than.html>
- Thanissaro Bhikkhu (ford.) (2006b). Arittha Sutta: To Arittha (On Mindfulness of Breathing) (SN 54.6) "Access to Insight" at http://www.accesstoinsight.org/tipitaka/sn/sn54/sn54.006.than.html.
- Thanissaro Bhikkhu (ford.) (2006c). Dipa Sutta: The Lamp (SN 54.8) "Access to Insight" at http://www.accesstoinsight.org/tipitaka/sn/sn54/sn54.008.than.html.
- Thanissaro Bhikkhu (ford.) (2006d). Maha-Rahulovada Sutta: The Greater Exhortation to Rahula (MN 62) "Access to Insight" at http://www.accesstoinsight.org/tipitaka/mn/mn.062.than.html.

## Külső hivatkozások
Eredeti szövegek
- Ānāpānasattisutta páli nyelven SuttaCentral

Online fordítások
- Ānāpānasati Sutta, A lélegzés tudatosságáról szóló tanítóbeszéd fordította: Farkas Pál (magyarul)
- Aanāpānasati Sutta, Beszéd a légzés tudatosításáról fordította: Pressing Lajos(magyarul)
- Mindfulness of Breathing, páliról fordította angolra Bhikkhu Bodhi(angolul)
- Mindfulness of Breathing, páliról fordította angolra Bhikkhu Sujato(angolul)
- Anapanasati Sutta: Mindfulness of Breathing páliról fordította angolra Thánisszaró Bhikkhu(angolul)

Kortárs instrukciók
- "Breathing like a Buddha" Ajahn Sucitto (2022)
- "Anapanasati: Meditation on the Breath," Archiválva 2018. április 2-i dátummal a Wayback Machine-ben Ajahn Pasanno (2005, május 26.).
- "Basic Breath Meditation Instructions," Tan Geoff (Thánisszaró Bhikkhu) (1993).